# 楊伯濤
杨伯涛（1909年4月19日—2000年3月），派名序章，别号荡波。侗族，湖南省芷江县人，中国近代军事将领。
1926年受第一次国共合作影响，16岁辍学从军参加北伐，投黔军王天培第十军教导团。1927年，担任第六军第十九师排长。后考入中央军校武汉分校第七期。1935年，考入南京陆军大学第十四期。1939年2月，担任九十四军一八五师五五三团团长，与日军在宜昌前线作战。1940年，参加枣宜会战。1943年，担任八十六军参谋长，参加鄂西战役。之后参与常德会战。1944年9月，杨伯涛调任第十八军第十一师师长，率部驻守常德。1945年5月，带兵在湘西会战奇袭制胜，成功控制芷江机场，后率部自溆浦南下，收复山门市，截断日军后方并成功围困日军。1948年7月，接替胡琏任整编十一师师长。1948年11月末，任国军第十八军代军长。同年12月，在淮海战役中兵败被俘，1959年获特赦，后任文史专员，民革中央监察委员，第六、第七届政协委员，黄埔同学会理事等职。

## 家庭背景
1909年4月19日，杨伯涛出身于湖南省芷江县一个普通农民家庭。曾祖父杨承隆，以务农为主；祖父杨先福除承袭农业外兼做石匠，参与修缮芷江龙津桥石礅，并监造秀水书院（后改为省立第九联合中学），获监生名衔；其父杨宗海务家，40岁病故；其母刘洁英粗识文字，辛勤劳作，对子女管教严格，抚养杨伯涛及其兄杨序乾、杨序坤，其姐杨紫秀、杨亚秀、杨晚秀成人。
杨伯涛家中有稻田几亩并佃耕地主田数亩，能维持生活。杨伯涛自7岁开始担当家务，得到族人鼓励于放牧后走读初小及城内县立高小，毕业后考入省立第九联合中学肄业，就读中学期间因考试名列榜首免交学费。
入读陆军大学时期与同乡邓海藩之内侄女罗启芝缔婚，1937年5月23日于南京中央饭店举行婚礼，由第十八军老长官周至柔证婚。
1938年6月，其母刘洁英病逝，杨伯涛因正在陆军大学毕业考试未能回家奔丧。

## 青年时期

### 黄埔入学
1926年，杨伯涛受国民革命影响辍学，考入王天培第十军教导团当学兵，后随部队开拔至常德，进入鄂西宜昌后转战至武汉。宁汉分裂后，改投程潜第六军军官教导团。
1927年5月初，川军杨森率部自万县东下攻陷宜昌直逼武汉。同年5月下旬，杨森部在仙桃镇被武汉国民政府军（含第六军军官教导团和黄埔军校武汉分校学生队）击败后回川。战事结束，第六军教导团驻守宜昌半月后奉命回武昌。
教导团毕业后，杨伯涛被分配至第六军第十九师任排长。
宁汉合流后，程潜与桂系发生冲突，被李宗仁扣押，第六军解体。杨伯涛随部队编入湖南省主席鲁涤平的第二军，仍任排长。
1928年，第二军调驻武汉，杨伯涛考入中央陆军军官学校武汉分校第七期步兵科，入校后被编入步兵科第四大队第十一中队，接受了更完备正规的军事教育。
1929年，唐生智在郑州通电反蒋，率军沿平汉铁路南下，兵锋直指武汉。武汉分校师生停课，由教育长钱大钧率领，担任武昌警备任务，以中队为单位分驻重要街道来维护社会秩序。唐生智战败后，大批战俘移送武昌，亦由学生军收容管理、遣返家园。

### 进入土木系
1929年冬，南京中央军校以校内师生为基干成立教导二师，武汉分校成立教导三师。杨伯涛任教导三师第六团第三营九连排长。教导三师改番号为陆军第十四师后，杨伯涛任该师第四十一旅八十四团三营九连排长。
1931年春，第十四师编入陈诚第十八军建制。此后，杨伯涛一直在第十八军系统内供职。
第十八军驻武汉周边地区期间，部队内开始练兵整军。第十四师副师长周至柔组织校阅并对干部进行口试，杨伯涛表现良好升中尉，不到一年又升上尉连长，成为同期军校生中最早当连长的一人。

### 第一次国共内战
1931年5月，杨伯涛随部队由武汉开拔至江西抚州，参加第三次围剿，7月攻入苏区，9月因九一八事变围剿提前结束，撤出苏区到吉安、泰和一带休整。苏区剿共期间，杨伯涛接触到许多新现象，对共产党产生同情，甚至萌生拖抢投红军的念头。但对于苏区所看到的部分标语如“无产阶级无祖国”、“拥护苏维埃政权”等感到惶恐疑惑，陷入苦恼。部队出现干部拖抢投共事件后，时任营长高魁元多次召集全营连排长训话，抓紧对下层军官的控制。杨伯涛不再考虑投共，选择做一个不问政治、以服从命令为天职的军人。
1932年1月始，红军出苏区围攻赣州，第十八军自吉安出发前往赣州解围。同年3月，击退红军后，杨伯涛随部队在赣州外围盲目扫荡，并接应粤军余汉谋部入赣州换防，交防后十八军回驻吉安、泰和。
1933年春，陈诚任前敌总指挥，开展第四次围剿。3月21日，第十八军十一师被红军合围重创，杨伯涛所在第十四师负责殿后，掩护其余部队撤退，在友军配合下无太大损失。
1933年末，第五次围剿开始，国共双方均改变战术。杨伯涛随第十四师于广昌等地和红军进行阵地战，双方均损失惨重。
1934年10月，中央红军自江西突围，经闽粤边境长驱湖南、贵州，而十八军所辖各师没有参与追击，仍然据守碉堡封锁线，对苏区进行清剿，与留守的红军及地方武装作战。
1935年6月底，清剿大体完成。7月，十八军经浙赣路入浙江，进行新的围剿，杨伯涛因投考陆军大学离队。

### 陆军大学深造
1933年和1934年间，杨伯涛两次投考陆大，均未通过复试。
1935年秋，杨伯涛由第十八军保送报名到南昌行营初试通过，后赴南京军事委员会总参谋部复试（含体格检查、军事学教程、普通科学、口试及实兵指挥五项），名次居中，得以进入陆大第十四期正规班学习。
1935年冬，陆军大学第十四期开学典礼与应届毕业的第十一期毕业典礼合并举行。蒋介石莅临现场并对两期学员分别做训示。
陆大学制三年，教务由教育长杨杰负责。陆大学员的待遇很好，入学期间由原属部队按入学前的官阶发放薪饷，并享有津贴；学校对学员公费医疗，每月发放伙食费大洋12元，但不提供住宿；学员在外租赁房屋也可和家人同住，每日走读，较培养初级军官的黄埔军校更为自由。杨伯涛每月自十八军领上尉级薪饷大洋50元和津贴30元，入学时得到十八军军长罗卓英和同学好友的馈赠数百元。当时南京生活水平较低，加之杨伯涛比较节约不贪图享乐，每月均有节余。
在陆大学习期间，杨伯涛学习各类课程（包括骑术）并选修了俄语，马寅初讲授经济学课程时给他留下了深刻印象。陆大每一学年有两次实地演习，1936年春在巩县、洛阳、潼关地区，同年秋在蚌埠、徐州、兖州地区演习；1937年春在杭州湾、金山卫沿海演习，同年夏在杭州笕桥空军官校参观演习并乘坐教练机体验。
1937年，八一三淞沪会战爆发，杨杰赴苏联寻求军事支援，原参谋部次长周亚卫接任陆大教育长。南京受日机轰炸，陆军大学迁至长沙。杨伯涛和部分陆大同学中断学业、请缨杀敌，九月初赴罗店向第十八军军长罗卓英报到。时任十一师师长彭善任命杨伯涛为营长赴一线作战，后罗卓英以军部幕僚缺员为由调杨伯涛为军部作战参谋兼联络官。日军金山卫登陆后，第十八军奉命撤退，在吴福国防线阻击日军以扼守皖南。
上海失守后，杨伯涛离开部队回长沙陆军大学继续学业。陆大教学计划未受战事影响照常进行，期间组织学员观摩驻湘潭、衡阳地区的第二〇〇师机械化部队步炮及战车协同作战演习。
1938年7月，杨伯涛自陆军大学毕业。

## 中年经历

### 抗战
陆大毕业后，杨伯涛赴江西景德镇第十五集团军总部见罗卓英，后任第十八军第十一师参谋主任。
1938年9月，日军攻占九江，主力部队攻长沙，另一部西向瑞昌、武宁路进犯，第十八军奉命成功阻击来犯之敌。期间杨伯涛与副师长叶佩高、参谋长彭战存共同襄赞师长彭善，策定作战方案。
1938年11月，日军攻占岳阳，进窥长沙。第十八军星夜驰援，受第九战区薛岳指挥，向汨罗江北岸日军反击。杨伯涛率先遣营至汨罗江南侧与汤恩伯部回合，商定协同作战计划。杨伯涛回十八军报告后，两军按原定计划合击日军，随后中日军队在岳阳以南对峙。
1939年，郭忏任长江上游江防司令兼第九十四军军长，驻防宜昌。第九十四军第一八五师师长方天调杨伯涛任该师五五三团团长。同年7月，军委会副委员长冯玉祥莅临宜昌校阅江防军（第二十六军、第七十五 军、第九十四军）。冯玉祥离开前，召杨伯涛等人到其住所训话聚餐。
1940年1月，杨伯涛奉命率一个团兼一个工兵连夜渡汉水赴敌后游击，作战期间得到当地百姓协助，袭击日军据点、破坏通讯设施和交通车辆。
1940年宜昌失守后，统帅部成立第六战区，陈诚任司令长官。
1941年，杨伯涛调任一八五师参谋长，同年11月参与国军第六战区冬季反攻。
1942年3月，第九十四军第一八五师回防恩施，担任警备任务，杨伯涛兼任恩施警备司令部参谋长。同年12月，杨伯涛见到皖南事变后应陈诚之邀赴恩施休养的叶挺将军。
1943年春，杨伯涛调任第八十六军参谋长。
1943年6月，鄂西会战中国军取得石牌保卫战胜利。同年7月，杨伯涛升任第六战区长官司令部参谋处处长。
1943年10月下旬，常德会战爆发，杨伯涛协助第六战区代司令长官孙连仲及副司令长官郭忏研究作战对策，最终取得胜利。
1944年2月，军委会在湖南南岳衡山召开军事会议，孙连仲升任第六战区司令长官，杨伯涛撰写的常德会战书面报告由副司令长官郭忏宣读，杨伯涛在一旁执鞭指画作战示意图，得到与会人员赞许。
1944年9月，杨伯涛调任第十八军第十一师师长，率部驻守常德。期间修缮防御工事，开办军士教导队训练班长一级基层干部，并极力阻止不法分子对洞庭湖围湖造田，帮助民众围剿匪徒。
1944年冬，第十一师换装美械（与第七十四军同为国内第一批整建制装备美械的单位），开办美械训练班，用时半年逐步掌握美式器械。
1945年4月，湘西会战爆发。第十八军以每日近百里的速度向沅陵、辰溪地区集结，杨伯涛率第十一师增援芷江战略要地。第十一师官兵皆知芷江是师长杨伯涛家乡，战斗意志高昂。后随作战情势变化，第十八军自溆浦、新化南下，攻击日军侧背。第十一师在马头骨一带重创日军一个步兵联队并生俘日军六十余名；攻击山门时重创日军一个辎重联队，缴获日产大洋马300余匹及各式物资；5月13日，第十一师克复山门，后杨伯涛率部截断邵阳至洞口间公路；在中美空军混合团的大力支援下，攻占湘黔公路节点石下江，形成锁匙企图合围全歼日军，但不久即收到其上级第十八军军长胡琏电令“放弃石下江，全师攻敌侧背”，因此斩获不多，日军大多沿公路逃窜。6月初，湘西会战胜利结束。7月，第十一师移防桃源，开始新一轮的训练。
抗战胜利后，1945年9月3日，第十一师入驻长沙。9月10日，至湘阴接受日军第六十四师团及其附属部队3万余人投降。9月15日，举行受降仪式，面见日军师团长船正引之。9月28日，日军全部装备收缴完毕，运至长沙交由第四方面军总部收存。10月，第十一师进驻咸宁，遣送战俘，并在温泉镇利用日军遗留设施开始整军练兵，开展多期训练班进一步掌握器械。直至1946年4月军队整编裁员，练兵才结束，同年6月参与内战离开温泉兵营。

### 内战前夕
温泉练兵时，杨伯涛萌生赴欧美学习考察军事和国防的想法，但由于时局的变化，未能成行。
1945年11月，杨伯涛与胡琏、高魁元等人入重庆陆大“将官训练班”受训，期间受到蒋介石单独召见慰问和陈诚宴请。
1946年4月，国军整编，裁军百万，由抗战胜利之初的113个步兵军，精简整编为86个整编师（军）。第十八军减员近三分之一，缩编为整编第十一师（三旅六团制），原辖第十一师缩编为整编第十一旅（8000余人），杨伯涛任该旅旅长。

### 第二次国共内战
1946年7月，全面内战爆发，整编第十一旅由汉口乘轮船至浦口，再转乘火车至徐州。杨伯涛虽反感内战但只能服从命令。8月在山东地区与二野交锋，互有胜负。
1946年12月，整编第十一师攻占宿迁，驰援整编第六十九师时被共军一部钳制阻遏未能及时解围，第六十九师被全歼，师长戴之奇自杀。
1947年4月，整编第十一师进占沂蒙山区。同年5月收到整编第七十四师张灵甫求援电报，但距离过远驰援不及，张灵甫部已在孟良崮被歼灭。后整编第十一师据守蒙阴时稳住阵地击退共军。
1947年6月末，整编第十一师入驻南麻并加强工事。7月爆发南麻战役，整编第十一师扼守南麻与三野四个纵队拉锯作战一周，后国军援军逐渐抵达，三野主动撤退。
1947年9月，国防部调整编第十一师入商丘，在曹县附近与三野进行遭遇战，战事以三野无法快速取胜而主动撤退结束。
1947年底，整编第十一师依靠库存武器和联勤总部的支持将所辖三个旅恢复战时编制（每旅辖三团）。 胡琏重任第十八军军长后，下辖整编第三师（定陶作战时被共军重创）和整编第十一师，并对整编第三师进行了大刀阔斧的补充调整。
1948年3月，国防部为整编第十一师配属一个快速纵队（下辖战车营、榴炮营、重型迫击炮连、架桥工兵连和汽车运输部队）至驻马店以增强其战力。同月，整编第十一师接到驰援洛阳解围的电令，部队行至龙门以东的伊河沿岸（仅离洛阳30余里）时天降暴雨，河水上涨，部队不能泅渡也无法在急流中及时架桥，部队麇集河岸。浮桥耗时两日搭成后，洛阳守军邱行湘部与整编第十一师通讯中断。14日，洛阳城破，邱行湘被生俘、第二〇六师已被二野全歼，二野随后撤出。18日，整编十一师入洛阳守备，守备期间部队与当地居民发生严重冲突。
1948年4月，整编第十一师回防驻马店，途中杨伯涛请假回芷江省亲。杨伯涛返乡后拜访县政府官员和亲戚好友、修葺祖父母及父母的坟墓、派人赴上海购买全套的物理化学实验器材送其母校省立第九联合中学。
1948年6月，杨伯涛返回部队。同月下旬，豫东会战爆发，整编第十一师再度担任战场救火队驰援，到达周家口时被二野打援掣肘，随后杨伯涛随胡琏率两个团轻装疾进。7月初到达太康以南时，被围的区寿年整编第七十五师被全歼，整第十一师接到张珍电令撤回后回防驻马店，回防途中接到蒋介石电令杨伯涛升任青年军第二〇九师师长（当时该师担任南京卫戍并准备运抵台湾接受美械整训），胡琏请求杨伯涛留下任整编第十一师师长。
杨伯涛回南京面见蒋介石后，蒋采纳胡琏意见亲笔批准杨伯涛任整编第十一师师长。在南京期间，杨伯涛面见了何应钦、白崇禧等高级官员，也拜会了老长官罗卓英（正值中央医院养病）、郭忏（联勤总司令）、方天（参谋次长）等人。
1948年8月，国军第十二兵团（下辖第十八军、第十军、第十四军、第八十五军）成立，黄维任兵团司令，胡琏任兵团副司令。杨伯涛与黄维有隙，认为黄维不会带兵有覆灭危险，遂请病假到武汉医治后回长沙闲居。不久胡琏对部下王元直等五人示意请求杨伯涛回部队任职，杨伯涛再三考虑后回部队任第十八军副军长（第十八军军长仍由胡琏兼任）。
1948年10月，第十二兵团受华中剿总白崇禧指挥进行新一轮攻势，但未遇主力，刘邓大军已千里转移与三野会和。回师途中胡琏因父亲病危回武汉，后料理父亲丧事并请辞兼职，杨伯涛于11月末任代军长。
1948年11月初，淮海战役爆发，何基沣和张克侠在贾汪、台儿庄地区率国军第五十九军和第七十七军大部起义，导致第三绥靖区防线洞开，徐州危急。蒋介石急调第十二兵团北上驰援。不久第十二兵团被共军合围双堆集，第一一〇师廖运周率部起义导致第十二兵团突围失利。11月末黄百韬兵团在碾庄激战12昼夜后被全歼，十二兵团亦逐渐陷入缺粮少弹的绝境。
1948年12月1日，杜聿明率邱清泉、李弥、孙元良三个兵团自徐州南下，企图撤回长江以南重整战力，收到蒋介石空投手令后掉头回援第十二兵团，结果在陈官庄被重重围困。5日胡琏火速飞回部队，7日又赴南京见蒋请求突围和空军支援，9日胡琏再飞返双堆集。12日，杨伯涛收集空投，使用毒瓦斯弹（催泪、喷嚏混合剂）阻遏共军攻势但效果有限。15日下午，十二兵团再度突围，黄维乘战车突围失利被俘，胡琏乘战车成功撤离。杨伯涛率第一一八师突围失败，见突围无望遂跳小河自尽，但是水太浅没有滅顶，时值寒冬杨伯涛受冻支撑不住上岸后被共军俘虏。

### 从战犯到公民
杨伯涛被俘后，被押送至中原野战军在河北永年开办的“解放军官教导团”（实为战俘收容所），期间依然对蒋保持尊敬没有刻意检讨。
1949年9月，杨伯涛和其余被俘国军将官百余人解送至北京“解放军官教导大队”，开始阅读马列著作，生活条件得到改善，并被允许与家人通讯。
1950年8月，其妻罗启芝（没有携家眷赴台，留在芷江被服厂当女工）携其子女赴京探望杨伯涛。不久，大队领导要求杨伯涛写《告十八军官兵书》，企图劝降金门国军守军。
朝鲜战争爆发后，王元直等在二战时与美军打过交道且有一定军事素养的人应募到南京军事学院讲课。“解放军官教导大队”成立“美军战术研究班”，杨伯涛因曾先后任国军美械军的第十一师师长和第十八军代军长，1945年初滇缅公路打通后，第十八军换装美械后为了能更好地熟悉装备，邀请美国顾问开办了美械训练班，时任该军第11师师长的杨伯涛担任班长，因此对美军装备和战术较为了解，出任功德林的“美军战术研究班”班长，并得到原长官杜聿明的支持，与整编第66师师长宋瑞珂、第十军军长覃道善、第八十五军军长吴绍周、第12兵团政治部主任侯吉晖、第12兵团第二处处长刘洁、第九十四军副军长林伟宏等人合作写下了六万多字的《关于美军战术之研究》，介绍了美军武器装备的使用方法及通常战术，同时他们各自指挥美械部队的一些经验看法，供入朝参战的中国人民志愿军参考。该大队被俘人员还为志愿军炒干粮，杨伯涛因出身农民家庭知道如何炒干粮而担任技术指导。
1953年秋，“解放军官教导大队”撤销，杨伯涛等人转至功德林战犯管理所。
1956年初，各地区的国军高级将领战俘都集中转至功德林战犯管理所，杨伯涛见到许多旧友长官，长期沉重的心情得到慰藉。功德林的条件相较以往更好，内设图书室和花圃庭院，还有一些运动器材和娱乐设施，重大节日，战俘还自导自演编排节目。杨伯涛亦指挥十余人合唱，登场演出时引起哄堂大笑、鼓掌喝彩。
1957年，管理所为战犯进行体检、医治疾病、验光配眼镜。杨伯涛当时仅40余岁身体还算健康，但视力不佳，得以配上新眼镜。同年，程潜、张治中、傅作义、卢汉、郑洞国、陈明仁等人先后到战犯管理所访问，以加速对战犯的改造。同年春，战犯被允许参观北京城和各地的各项新建设（鞍山钢铁厂、长春汽车制造厂等），杨伯涛看到新现象后很受触动。
1958年春，杨伯涛等人参观武汉长江大桥。同年十一，杨伯涛等人参观国庆大典。同年10月，杨伯涛等战犯前往秦城农场劳动改造，管理更为宽松，每周看一次电影，每两周一次前往小汤山温泉洗浴。
1959年11月下旬，杨伯涛等战犯自秦城农场回功德林。12月4日，杨伯涛被特赦。特赦大会上其子杨健华也在，但由于数年未见，杨伯涛没有立刻认出。12月13日，杨伯涛等人入中南海，被周恩来总理、陈毅副总理等人接见。
1960年初，杨伯涛得到允许回乡过春节与家人团聚。后再返京，2月入中朝友好红星人民公社插队，进行劳作，学习栽种果树。同年10月，入颐和园见到周恩来、张治中等多人，由于与会者大多为黄埔学子，周恩来也曾任黄埔军校政治部副主任、张治中曾任南京中央军校教育长，周恩来称“此次集会是黄埔师生联欢”。
1961年，杨伯涛等人任全国政协文史资料研究委员会专员，月薪100元，生活充裕，并分配住房，享受公费医疗。同年五一参加人民大会堂国宴和天安门观礼。
1963年同年11月，赴人民大会堂福建厅再次见周恩来、陈毅、张治中等人。
1964年3月，杨伯涛等人赴南京拜谒中山陵后，参观紫金山附近的多个古迹，并参观正在施工中的南京长江大桥，后去上海、杭州、黄山、南昌、井冈山、韶山、长沙、岳麓山、武汉等地参观，4月底返北京。同年8月赴西安、延安、洛阳、郑州等地参观。
1966年，文革开始，杨伯涛被红卫兵抄家，月薪降为70元，后得到周恩来帮助补发了工资，并搬离政协，入住和平街。

## 晚年生活

### 参加民革
1981年，杨伯涛经郑洞国等人介绍参加民革。1984年当选民革中央监察委员，负责引进台资，帮助大陆建设。

### 任政协委员
1983年5月，杨伯涛被特邀为第六届政协委员，开始参政议政，各处参观。1988年，任第七届政协委员。1991年10月脑溢血，工作暂停。

### 参加黄埔军校同学会
1984年6月，黄埔军校同学会成立后，杨伯涛任理事，帮助在文革中受冲击的黄埔校友平反，邀请海外的黄埔同学来大陆观光。

### 对台广播讲话
1985年旧历春节，正值抗战胜利40週年，杨伯涛对台发表讲话，欢迎台湾的原长官和同学故交赴大陆探亲旅游。

### 援建家乡
1993年，杨伯涛响应“希望工程”号召，为其家乡芷江县捐款3万元，成立“中小学助学基金会”，担任荣誉会长。

## 艺术形象
1991年电影《决战之后》中，由中国内地男演员陈申生饰演内战后被俘的第十八军代军长杨伯涛。
2015年电视剧《最后一战》中，由中国内地男演员高搏饰演湘西会战中时任第十一师师长的杨伯涛。
2021年电视剧《大决战》中，由中国内地男演员薛奇饰演淮海战役中时任第十八军代军长杨伯涛。